# باشگاه فوتبال آلترینچام
باشگاه فوتبال آلترینکام (به انگلیسی: Altrincham Football Club) یک باشگاه فوتبال در شهر آلترینکام، کشور انگلستان است که در سال ۱۸۹۱ میلادی تأسیس شده‌است.